# Нубийская кампетера
Нубийская кампетера (лат. Campethera nubica) — вид птиц семейства дятловых. Выделяют два подвида. Распространены в Восточной Африке.

## Описание
Нубийская кампетера достигает длины около 23 см и массы от 46 до 71 г. Выражен половой диморфизм. У взрослых самцов лоб, макушка и затылок красные, в области скул проходит широкая красная полоса c чёрными пятнышками, белая надбровная дуга, чёрная полоса тянется от передней части глаза до края задней части макушки, кроющие перья ушей белого цвета с тёмными прожилками.  Бока шеи и задняя часть затылка белого цвета с чёрными пятнышками. Подбородок охристо-белый, иногда с чёрными пятнами, горло беловатое, с чёрными пятнами. Верхняя часть тела оливково-коричневая, с белыми и жёлтыми полосами, белые полоски на мантии, спине и кроющих перьях крыльев больше похожи на пятна; надхвостье с более правильными полосами. Маховые перья тёмно-коричневые с жёлтыми или беловатыми полосами. Верхние кроющие перья хвоста с коричневыми и жёлтыми полосами. Нижняя часть тела бледно-охристо-белая или желтовато-белая, грудь и верхняя часть боков тела с крупными чёрными пятнами, иногда в виде полос на нижних частях боков, небольшие пятна на нижних кроющих перьях хвоста. Испод крыльев с жёлтыми и коричневыми полосами, иногда просто желтоватый; на нижней части хвоста коричневые полосы тусклее. Клюв средней длины, довольно прямой, широкий у основания, от серого до тёмно-рогового или иногда черноватого цвета, с чёрным кончиком. Радужная оболочка от красной до розоватой, кожа вокруг глаз серая; ноги серые с оливковым оттенком. У взрослых самок лоб, надбровье и скулы чёрные с белыми пятнами. Молодые особи, как правило, темнее взрослых, с более выраженными отметинами внизу, на груди часто больше прожилок, которые часто доходят до горла и подбородка, радужная оболочка серая или серо-коричневая, у молоди обоих полов лоб и темя чёрные, с пятнами или без них, скулы с белыми пятнами.

## Вокализация
Контактный сигнал между партнёрами слышится как громкий, визгливый, металлический «weee-weee-weee...kweek», постепенно ускоряется и замирает в конце. При близких контактах птицы издают низкий звук «kwick». Барабанят изредка.

## Распространение и места обитания
Нубийская кампетера распространена в восточных регионах Африки. Выделяют два подвида:
- Campethera nubica nubica  (Boddaert, 1783) — Судан и Эфиопия до северо-востока Демократической Республики Конго, юго-запад Танзании и Кения
- Campethera nubica pallida  (Sharpe, 1902) — юг Сомали и прибрежные районы Кении

Естественными местами обитания являются редколесья, акациевые и молочаевые саванны, галерейные леса, сухие кустарниковые заросли, заросшие травой луга, а также районы с густыми зарослями слоновой травы (Pennisetum purpureum). Встречается на высоте от уровня моря до 2300 м над уровнем моря.

## Биология
Нубийская кампетера питается почти исключительно муравьями, а также термитами (Isoptera), другими насекомыми и пауками. Добывает пищу в основном поодиночке, но пары поддерживают голосовой контакт. Питается на стволах и ветках деревьев; иногда опускается на землю. Проводит много времени, исследуя трещины в коре, пни и тому подобные места. 
Сезон размножения обычно совпадает с сезоном дождей, иногда наблюдается после основного сезона дождей или во время небольших дождей. В разных странах приходится на разные месяцы: ноябрь—март в Эфиопии; январь—февраль в Сомали; июнь—июль в Уганде; с февраля в Заире. Иногда может быть два выводка за сезон, например, в Сомали. Гнездо располагается в дубле, выдолбленном в основном самцом в трухлявом пне, столбе забора, стволе дерева или пальмы. Каждый сезон выдалбливается новое дупло. В кладке 2—5 (обычно 2—3) яиц. Насиживают кладку и выкармливают птенцов оба родителя. Наблюдается гнездовой паразитизм со стороны малого медоуказчика (Indicator minor) и пестролобого медоуказчика (I. variegatus).